# La Escocesa
La Escocesa és un conjunt d'edificis entre els carrers de Pere IV i de Bolívia del Poblenou de Barcelona, catalogat com a bé cultural d'interès local.

## Història
El 1852, el pagès Tomàs Burrull establí un terreny en emfiteusi a la societat J. Arbós i Cia, regentada pel químic Jaume Arbós i Tor i amb Ferran Puig i Gibert i Nicolau Tous i Mirapeix com a socis. Aquests hi van fer construir una fàbrica de productes químics, a les obres de la qual intervingueren el paleta Martí Codina i Cruspinera, el fuster Agustí Ginestà, el manyà Bonaventura Soler, el vidrier Josep Camaló, i el mateix Tous, que s'encarregà de la instal·lació d'una màquina de vapor de 2 CV, dues calderes de 65 CV de potència total, i els seus corresponents accessoris. El 1854, els socis vengueren la fàbrica i la màquina de vapor per 6.000 duros cadascuna al fabricant Domènec Paul i Isnard, natural d'Ais de Provença, que aquell mateix any va adquirir en emfiteusi a Burrull un hort i unes cases contigües.
El 1855, Domènec Paul cedí la propietat als seus fills Marius, Eduard i Aquil·les Paul i Pimont, a canvi que li garantissin un capital de 60.000 duros i una pensió anual de 3.000, i el 1861, Marius va cedir la seva part als seus germans a canvi que li garantissin un capital de 12.000 duros. El 1863, aquests, inventors d'una máquina per a estampar teixits de la que tenien concedit privilegi reial, van constituir amb altres socis la companyia Paul Germans, amb un capital de 500.000 duros. A la mort d'Eduard el 1872, el seu germà Aquil·les va quedar en solitari al capdavant del negoci, i el 1877 va fer insolutumdació de la fàbrica a l'anglès John Massey Summer, un dels seus creditors, que llogà els espais per a treure-hi rendiment. D'aquesta època daten els edificis d'habitatges per als treballadors.
El 1881, s'hi va instal·lar el químic Vero Vidal, que associat amb Leopold Sagnier i Villavecchia fou un dels introductors a l'Estat dels colorants artificials, tot just inventats a Alemanya. Fou succeït per la seva vídua i Sagnier, i posteriorment, per la Fábrica Nacional de Colorantes y Explosivos, que van ocupar bona part de les naus perimetrals fins al 1943. El 1922, Leopold Sagnier encarregà al seu germà Enric, arquitecte, dos coberts a la cantonada del carrer de Pere IV i Selva de Mar.
El 1894, Edward Birkhead Steegmann, un enginyer de Nottingham, i John Shields, un industrial escocès, llogaren les naus centrals per a establir una filial catalana de la societat Johnston, Shields i Cia, de Newlins, al sud de Glasgow. Les patents que introduïren estaven basades en la manufactura del punt de crochet, ideal per a fer cortines i encaixos, i inicialment, els escocesos hi portaren 40 operaris, dels quals 10 eren dones, a les ordres dels quals treballaven 40 homes i 52 dones del país que havien d'anar substituint-los els estrangers a mesura que aprenien la tècnica. Arribaren a tenir 200 obrers treballant en tres torns de 8 hores i tancarien als anys 1950.
El 1961, Foundry Services Limited (FOSECO), fundada el 1932 a Birmingham, s'hi establí com a fabricant de productes químics per a la foneria del ferro, coure i altres metalls. El 1964, l'empresa fou nacionalitzada per l'Estat britànic, i tancà el 1984 per la necessitat d'un espai més gran. Aleshores, els treballadors van crear la societat anònima laboral Lace Bobinet, que hi va romandre fins al 1998. El 1999, la fàbrica començà a allotjar alguns artistes en petits tallers amb el suport de col·lectius veïnals.
El 2006, la immobiliària Renta Corporación va comprar els terrenys per a enderrocar els edificis i fer-hi pisos, i va pactar amb els artistes el desallotjament per a l'any següent. Però el mateix any, l'Institut de Cultura de Barcelona va incloure l'espai dins del projecte de Fàbriques per la creació artística, establint un ús públic per a les naus, que sumen 2.400 m². El 2008, de la gestió del Centre de Creació La Escocesa s'encarrega l'EMA Associació d'Idees, creada pels mateixos artistes residents i un gestor cultural.

## Descripció
És un conjunt on els habitatges s'alineen al carrer de Pere IV i la indústria queda al darrere, amb passadissos interns que articulen els diferents cossos.
Les cases, la majoria de planta baixa i dos pisos, són d'estil popular sense decoracions en la façana. Les naus industrials presenten diferents alçades, que van des de només planta baixa, fins a planta baixa i tres pisos. Les solucions estructurals i de coberta són molt heterogènies: cobertes planes, cobertes a dues aigües, encavallades de fusta, jàsseres de fusta o metàl·liques amb revoltons ceràmics, pilars de foneria, etc.; en tot cas, predominen els espais diàfans i molt versàtils.
Les seves façanes són molt senzilles, paraments estucats, amb ritme molt marcat de grans finestres que permeten l'aprofitament de la llum natural i en molts casos encara conserven la fusteria original de guillotina amb quarterons. Destaquen especialment les de l'edifici de la banda dreta del passatge principal, unificades formalment, de dos en dos, per un arc rebaixat. La presència de molts passadissos que comuniquen els diferents cossos entre si a nivell del primer pis, els elements de comunicació per tal de distribuir materials amb més facilitat i la presència de l'antiga xemeneia de maó vist, singularitzen la imatge del recinte.